# Генріх фон Шенкендорфф
Генріх Курт Еміль Ернст фон Шенкендорфф (нім. Heinrich Kurt Emil Ernst von Schenckendorff; 9 жовтня 1877, Зорау — 22 лютого 1941, Лігніц) — німецький офіцер, генерал-лейтенант вермахту.

## Біографія
Представник давнього прусського роду, відомого з 13 століття. Син оберста Крістіана фон Шенкендорффа і його дружини, уродженої графині Штрахвіц. Молодший брат генерала піхоти Макса фон Шенкендорффа.
7 березня 1896 року поступив на службу в Прусську армію. Учасник Першої світової війни, в основному служив на штабних посадах. Після демобілізації армії продовжив службу в рейхсвері. 31 жовтня 1927 року вийшов у відставку. 1 жовтня 1935 року повернувся на службу і був призначений інспектором військ запасу Лігніца. Цю посаду Шенкендорфф займав до кінця життя.

## Звання
- Другий лейтенант (7 березня 1896)
- Лейтенант (1 січня 1899)
- Оберлейтенант (10 квітня 1906)
- Гауптман (24 березня 1909)
- Майор (28 листопада 1914)
- Оберстлейтенант (18 грудня 1920)
- Оберст (1 квітня 1923)
- Генерал-майор запасу (31 жовтня 1927)
- Генерал-майор (1 жовтня 1937)
- Генерал-лейтенант запасу (1 листопада 1939)
- Генерал-лейтенант (1 лютого 1941)

## Нагороди
- Столітня медаль
- Залізний хрест 2-го і 1-го класу
- Почесний воєнний хрест за героїчний вчинок
- Орден «За військові заслуги» (Баварія) 3-го класу з мечами і короною
- Орден дому Саксен-Ернестіне, командорський хрест 2-го класу з мечами (1916)
- Королівський орден дому Гогенцоллернів, лицарський хрест з мечами
- Сілезький Орел 2-го ступеня
- Хрест «За вислугу років» (Пруссія)
- Орден Святого Йоанна (Бранденбург), почесний лицар
- Почесний хрест ветерана війни з мечами
- Медаль «За вислугу років у Вермахті» 4-го, 3-го, 2-го і 1-го класу (25 років)